# Cuers (tổng)
Tổng Cuers là một tổng thuộc tỉnh Var trong vùng Provence-Alpes-Côte d'Azur.

## Địa lý
Tổng này được tổ chức xung quanh Cuers trong quận Toulon. Cao độ vùng này từ 45 m (Pierrefeu-du-Var) đến 700 m (Cuers) với độ cao trung bình 149 m.

## Các xã
Tổng Cuers gồm 4 xã với dân số tổng cộng 18 196 người (điều tra dân số năm 1999, dân số không tính trùng).
| Xã               | Dân số | Mã bưu chính | Mã insee |
| ---------------- | ------ | ------------ | -------- |
| Carnoules        | 2 594  | 83660        | 83033    |
| Cuers            | 8 174  | 83390        | 83049    |
| Pierrefeu-du-Var | 4 348  | 83390        | 83091    |
| Puget-Ville      | 3 080  | 83390        | 83100    |

## Thông tin nhân khẩu
| 1962                                                     | 1968   | 1975   | 1982   | 1990   | 1999   |
| -------------------------------------------------------- | ------ | ------ | ------ | ------ | ------ |
| 11 505                                                   | 12 262 | 12 529 | 14 430 | 15 950 | 18 196 |
| Nombre retenu à partir de 1962 : dân số không tính trùng |        |        |        |        |        |